# 越川道夫
越川 道夫（こしかわ みちお、1965年 - ）は、日本の映画プロデューサー、映画監督。スローラーナー代表。

## 経歴
静岡県浜松市出身。立教大学を卒業後、助監督などを経て、シネマ・キャッツにてヨーロッパ映画の宣伝と配給に携わる。1997年、スローラーナーを設立。2006年、アレクサンドル・ソクーロフ監督『太陽』の配給を手がける。また、『海炭市叙景』、『ゲゲゲの女房』、『楽隊のうさぎ』などの作品をプロデュースした。2015年、監督デビュー作品『アレノ』が第28回東京国際映画祭にて上映される。

## フィルモグラフィー
特記なき作品は製作のみ。

### 映画
- 路地へ 中上健次の残したフィルム（2001年）
- 幽閉者 テロリスト（2007年）
- 砂の影（2008年）
- 私は猫ストーカー（2009年）
- トルソ（2010年）
- 森崎書店の日々（2010年）
- 海炭市叙景（2010年）
- ゲゲゲの女房（2010年）
- 吉祥寺の朝日奈くん（2011年）
- かぞくのくに（2012年）
- 夏の終り（2013年）
- 楽隊のうさぎ（2013年）
- ドライブイン蒲生（2014年）
- 海のふた（2015年）
- 白河夜船（2015年）
- アレノ（2015年） - 監督・脚本
- 海辺の生と死（2017年） - 監督
- 無限ファンデーション（2018年）
- 夕陽のあと（2019年） - 監督